# Restricción vehicular

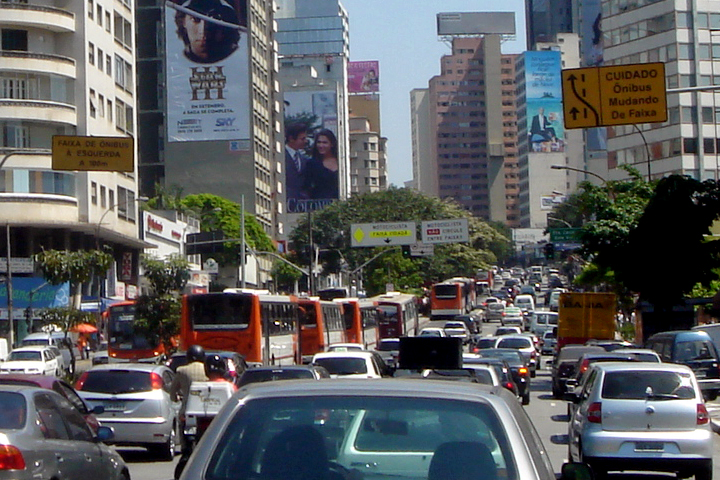
La congestión de tránsito persiste a pesar de que la ciudad de São Paulo implantó desde 1997 la restricción rotativa de acceso. São Paulo, Brasil.

La restricción vehicular es una medida de gestión de la demanda de transporte usada para establecer prohibiciones a la circulación de diversas clases de vehículos, en cierto tiempo o en cierto lugar, y es utilizada principalmente dentro de las zonas urbanas o en situaciones de emergencia. Estas restricciones son usualmente creadas por las autoridades públicas con el fin de regular el uso de la red vial, principalmente durante las horas pico para reducir la congestión o disminuir los niveles de contaminación atmosférica producidas por los vehículos. Cuando se utiliza para restringir los viajes urbanos en automóvil, esta medida forma parte de las estrategias utilizadas por la gestión de la demanda vial para permitir un uso más eficiente y equitativo del sistema de transporte urbano, evitando así grandes inversiones en infraestructura vial o la asignación de más espacio urbano para los autos. Este tipo de restricción artificial de la demanda ante la escasez de capacidad vial se denomina en economía como racionamiento del espacio vial.

## Antecedente histórico
La primera implementación de restricción vehicular de que se tiene conocimiento tuvo lugar en Roma. Debido a que los carruajes y coches de caballos creaban severos problemas de congestión en varias ciudades Romanas, en 45 B.C. Julio César declaró una restricción vehicular en Roma vigente entre las 6 a. m. y 4 p. m. para todo tipo de vehículos excepto para aquellos transportando sacerdotes, oficiales, visitantes y ciudadanos de alto rango.

## Tipos de restricción

### Reglamentaria

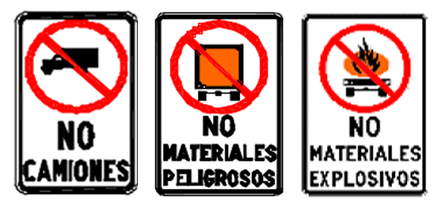
Señales Reglamentarias utilizadas en América Central para restringir el tránsito de camiones en general o transportando productos peligrosos.

En la mayoría de los países existen restricciones establecidas en su legislación o código de tránsito que se aplican a vehículos de gran tamaño (como camiones) que impiden el ingreso a zonas residenciales o comerciales, o en ciertos perímetros urbanos, o bien el tránsito a ciertas horas por túneles o puentes de gran envergadura, cuando se trata del transporte de productos peligrosos.
También existen restricciones al tránsito de vehículos que se aplican durante los fines de semana, generalmente el domingo, para proporcionar espacios recreativos y deportivos a la población. La restricción consiste en el cierre durante cierto horario de una avenida para permitir el uso exclusivo por parte de peatones, corredores, patinadores y ciclistas. Algunos ejemplos son el Memorial Drive que bordea el Río Charles en Cambridge (Massachusetts), que es cerrada los domingos de 11:00 a 19:00 durante los meses de primavera y verano; y en Bogotá, donde se cierran varias avenidas en el centro de la ciudad los domingos de 7:00 a 14:00, práctica conocida en Colombia como ciclovía.

### Racionamiento del espacio vial
En algunas ciudades, como Atenas, São Paulo, Ciudad de México, Bogotá, Santiago de Chile, San José de Costa Rica, y La Paz, Bolivia, se restringe el uso de un porcentaje de los vehículos cada día, por lo que este tipo de restricción vehicular es llamada en economía del transporte como racionamiento del espacio vial. Normalmente, la discriminación se realiza con base en el último dígito del número de la matrícula del vehículo. Así, cada día de la semana se prohíbe la circulación de los autos terminados con ciertos números predeterminados y de amplio conocimiento público, los cuales van rotando a lo largo de la semana. Generalmente se prohíben dos dígitos por día de lunes a viernes, lográndose así una reducción teórica del 20% en la flota en circulación. Cuando se aplica para reducir la contaminación del aire es usual que el porcentaje de reducción sea mayor, para lo cual se aumenta el número de dígitos de las placas prohibidas de transitar y también el racionamiento es aplicable más de un día por semana. En Costa Rica y Honduras se implantó el racionamiento con el propósito de reducir el consumo de petróleo, debido a la escalada de precios que se inició desde 2003. El caso de Honduras es único porque el racionamiento se aplicó a la circulación en todo el país y los usuarios seleccionan voluntariamente el día en que les aplica la restricción. Sin embargo, la restricción ocasiona el incremento de vehículos por la compra de vehículos adicionales para evitar la misma, creando un sistema retroalimentado positivo, lo cual es inestable y no recomendado.

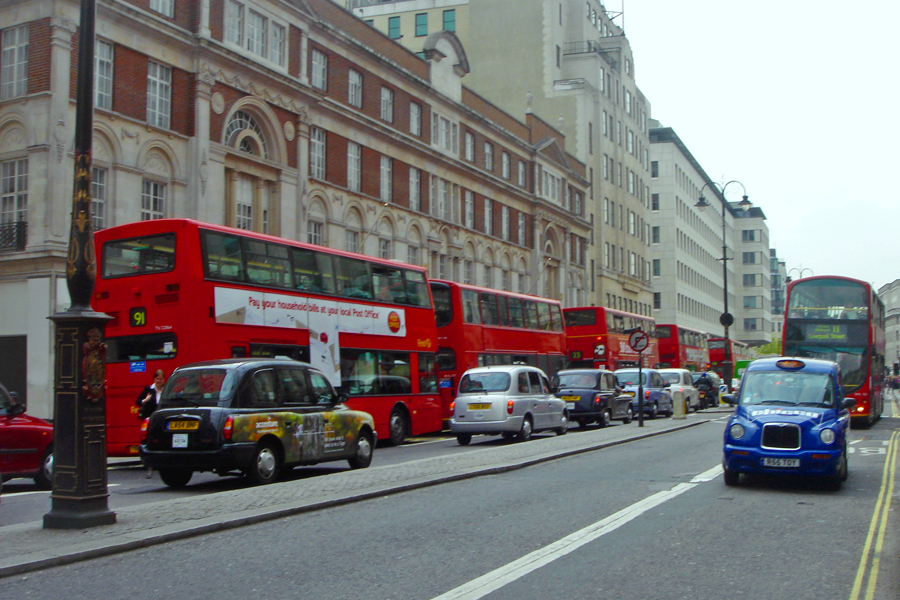
La presencia del transporte público es mayoritaria en el centro de Londres, después de la implantación de las tarifas de congestión.

### Tarifas viales de congestión
Otras ciudades han establecido el cobro de peajes urbanos en el contexto de políticas de tarifas viales de congestión, con el fin de restringir el número de viajes ingresando al centro de área urbanas congestionadas, pero utilizando mecanismos de precios como desincentivo económico. Tal es el caso de las tarifas de congestión de Singapur, el peaje urbano de Londres y el impuesto de congestión de Estocolmo. Economistas del transporte consideran al racionamiento del espacio vial como una alternativa a las tarifas de congestión. El racionamiento o restricción vehicular por número de matrícula se considera más equitativo porque restringe en igual forma a todos los conductores, independientemente de su nivel de ingresos, mientras que las tarifas de congestión son criticadas porque tienen un mayor impacto en los usuarios de menor poder adquisitivo, que en su mayoría son los que tienen que cambiar para el transporte público o restringir sus viajes. Sin embargo, una debilidad del racionamiento vial es que los usuarios de mayores ingresos pueden evitar las restricciones de circular usando o comprando un segundo auto.

### Comercio de derechos de circulación
Otra alternativa propuesta por los economistas de transporte  para evitar las desigualdades y problemas de distribución de los recursos producto de las tarifas de congestión es la utilización de un sistema de comercio de derechos o bonos de circulación, similar al sistema existente de comercio de derechos de emisión de bonos de carbono, que es uno de los tres mecanismos propuestos en el Protocolo de Kioto para la reducción de emisiones de los gases causantes del efecto invernadero. Este es un sistema de racionamiento del espacio vial mediante el cual los residentes de una ciudad o región recibirían bonos que les dan derecho a una cierta cantidad de viajes por día o kilometraje de circulación por mes. Los usuarios pueden utilizar este crédito para "pagar" por sus viajes durante las horas pico, o alternativamente, viajar por el sistema transporte público y negociar o vender sus derechos a otros usuarios. En este esquema, los beneficios son recibidos o distribuidos directamente entre los usuarios, y resulta más equitativo porque quien se cambie para el transporte público es recompensado por quienes quieren continuar viajando en sus automóviles.

## Restricción vehicular en diversos países

### Bolivia
En enero de 2003 entró en vigencia un programa de restricción para acceder el centro antiguo de La Paz, en un área de 10 km². La medida tiene tres horarios de restricción, de 8:00 a 9:30, de 12:00 a 13:00 y de 18:00 a 20:00. Al inicio del programa se estima que dejaron de circular 10 mil autos y 5 mil vehículos del transporte colectivo. El sistema inició con 39 puntos de control manual. Se estima que ya para 2006 el efecto del racionamiento fue anulado por el crecimiento de la flota vehicular ocurrida en ese período. Un sistema similar ha sido propuesto para la vecina ciudad de El Alto, medida que está programada para entrar en vigencia el 15 de abril de 2008.

### Brasil

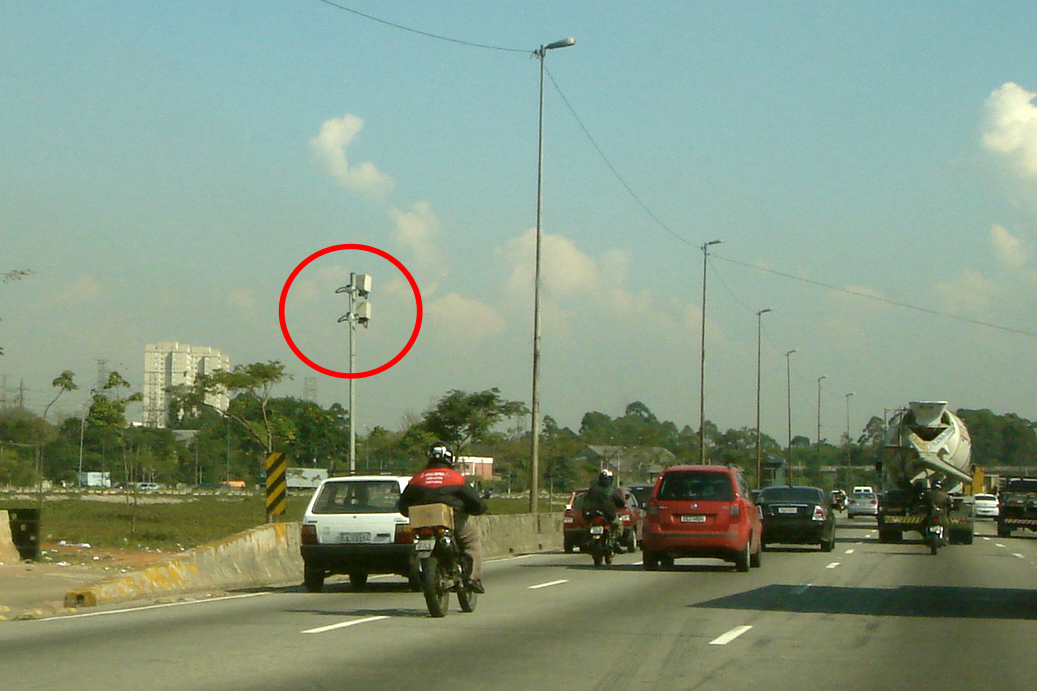
La fiscalización del rodízio es realizada mediante equipos de vigilancia automática. Marginal do Rio Tietê, São Paulo.

La ciudad de São Paulo introdujo en 1997 el racionamiento de espacio vial (conocido en portugués como rodízio veicular), siendo esta una de las experiencias pioneras en el mundo. La restricción de circulación aplica a los automóviles privados y se hace con base en el último dígito del número de matrícula y se restringen dos números por día, de lunes a viernes, en las horas pico de la mañana (7:00-10:00) y de tarde (17:00-20:00). Actualmente el control de acceso y las multas es realizado mediante un sistema automático de detección de infracciones de tránsito, que funciona en conjunto con control manual de inspectores de tránsito destacados a esa labor.
Debido al agravamiento de la congestión vial que sufre São Paulo, originada en el incremento acelerado de la flota vehicular que tuvo lugar a partir de 2003, como consecuencia de la bonanza económica que atraviesa Brasil, el gobierno municipal decidió ampliar las restricciones de circulación para los vehículos pesados y de reparto comercial, a partir del 30 de junio de 2008.
En mayo de 2014 la Municipalidad de São Paulo aprobó la Ley 15.997/14 que prevé que los vehículos eléctricos, híbridos eléctricos y los movidos a pila de hidrógeno que sean regitrados en la ciudad estarán libres de la restricción vehicular de São Paulo. La alcaldía emitió el decreto que puso los beneficios en vigencia en septiembre de 2015. Inicialmente, la medida beneficia solamente 387 carros de pasajeros, entre híbridos y eléctricos, registrados en el municipio.
En septiembre de 2014 el BMW i3 se convirtió en el primer automóvil eléctrico vendido en Brasil al público en general, y es el primer vehículo 100% eléctrico elegible para la exención de la restricción vehicular. Otros automóviles disponibles en el mercado brasileño, como los híbridos Toyota Prius y Ford Fusion Hybrid, también son beneficiados con exención de la restricción vehicular de São Paulo.

### Chile
En Santiago de Chile la restricción vehicular comenzó a aplicarse en el año 1986, producto de los altos niveles de contaminación atmosférica. El sistema consiste en prohibir el tránsito de los automóviles cuyos últimos números de la placa vehicular terminan en alguno de los dos dígitos fijados como restringidos para cada día hábil.
Originalmente, la restricción se aplicaba a la mayoría de los vehículos particulares a excepción de aquellos equipados con convertidor catalítico, con el fin de disminuir el material particulado producido por la combustión. Cuando tienen lugar situaciones críticas ambientales (alerta ambiental, preemergencia o emergencia), las cifras designadas por día aumentan de acuerdo al nivel de gravedad de la situación e incluso puede aplicarse a vehículos que disponen de catalizador a partir de la preemergencia.
Con el paso de los años, el número de automóviles equipados con convertidor catalítico superó a los tradicionales y en la actualidad estos últimos forman un bajo porcentaje del total. A partir de 2008, el número de cifras asignadas a cada día pasó de 2 a 4 para poder compensar la disminución de automóviles no catalíticos. Muchos han criticado la aplicación actual de la restricción debido a que la mayor parte de la contaminación se produce no por combustión, sino principalmente debido al polvo levantado por el paso de vehículos, por lo que no existiría diferencia en el nivel de contaminación producido entre un automóvil dotado de convertidor catalítico y uno tradicional.[cita requerida]

### China
Con el objetivo de mejorar en forma sustancial la calidad del aire, la alcaldía de Pekín implantó en forma temporal un sistema de restricción vehicular durante los Juegos Olímpicos de 2008. La restricción entró en vigor a partir del 20 de julio de 2008, y se aplicó durante dos meses, ya que las Olimpiadas fueron seguidas por los Juegos Paralímpicos del 6 al 17 de septiembre. El control policial de la medida se realizó con la ayuda de una red de 10 mil dispositivos de vigilancia automática del tránsito.
La restricción fue aplicada en días alternativos dependiendo si el número final de la placa de matrícula es par o impar. Se esperaba que esta medida evitara la circulación del 45% de los 3,3 millones de automóviles que circulan diariamente en la capital. Adicionalmente, 300 mil vehículos que producen mucha contaminación, principalmente camiones antiguos, también fueron prohibidos de circular a partir de julio 1, lo mismo que la mayoría de los vehículos provenientes de las afueras de Pekín. Las autoridades decidieron compensar a los propietarios afectados con la exención del pago de los impuestos de los vehículos correspondiente a tres meses.

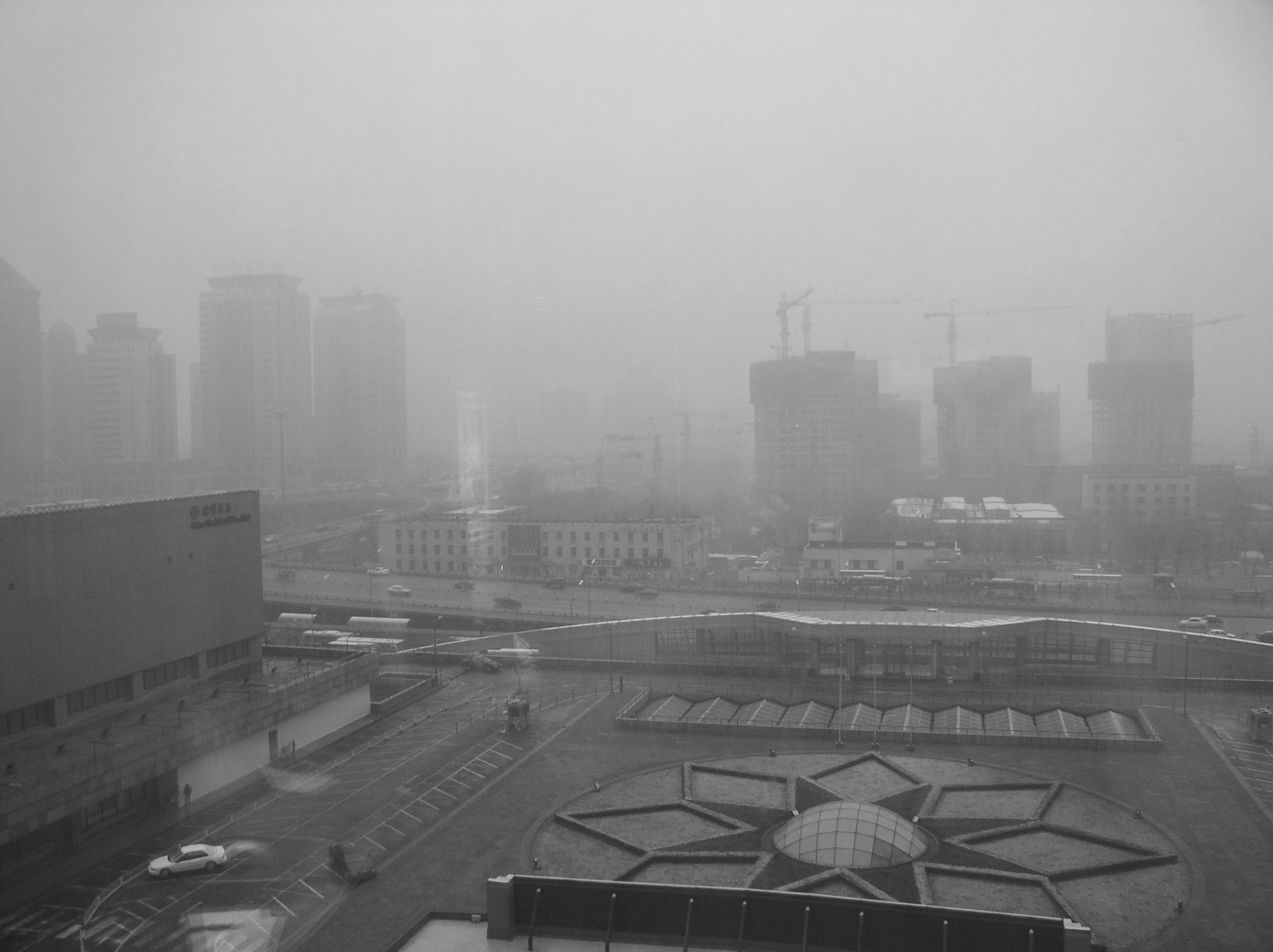
Ambiente cuando ocurre alta contaminación atmosférica en Pekín.

En agosto de 2007 se realizó una prueba de cuatro días, retirando un tercio de la flota circulando por la capital, lo que equivale a 1,3 millones de autos. Esta prueba se realizó aplicando la restricción alternando los vehículos según la terminación par o impar del número de matrícula. El resultado fue una reducción diaria del 40% en las emisiones vehiculares. Tras algunas dudas entre las autoridades debido al descontento entre los automovilistas de Pekín, se confirmó que el plan será implementado, pero las autoridades están buscando una forma de compensar a los usuarios que se vean afectados por el racionamiento durante las Olimpiadas 2008.
Previamente, del 4 al 6 de noviembre de 2006, la alcaldía de Pekín había realizado otra prueba durante la Cumbre Chino-Africana, restringiendo la circulación del 28% de la flota de la ciudad, unos 800 mil vehículos. En esta ocasión investigadores de la Universidad de Harvard y del Instituto Meteorológico Real de Holanda realizaron mediciones desde el espacio con el apoyo del satélite Aura de la NASA. Los estudios mostraron una reducción del 40% en las emisiones de NOx.
Los resultados de la reducción vehicular durante las Olimpiadas fueron tan exitosos en aliviar la congestión vehicular y disminuir la contaminación del aire, que una versión modificada fue implantada de forma permanente a partir de octubre de 2008, restringiendo la circulación de 20% de los vehículos de lunes a viernes, en lugar de la mitad de los vehículos como fue restringido durante las Olimpiadas de 2008. Además se implementó una prohibición al ingreso de vehículos pesados para entrar a la ciudad durante el día, y los vehículos más antiguos y más contaminadores, llamados “carros de etiqueta amarilla” debido a la calcomanía adherida en el parabrisas, fueron prohibidos de ingresar al centro de la ciudad a cualquier hora del día.

### Colombia
En 1998 fue aplicada por primera vez en el país una medida de restricción para el ingreso de automóviles a las vías en la ciudad de Bogotá. Esta medida fue aplicada con el fin de mitigar la congestión en las horas "Pico". La restricción se ejercía con el último número de la "Placa" (matrícula), restringiendo la entrada de 4 dígitos por día, lo que resultaba en que cada carro no debía salir en dos días de la semana. La ciudad implementó la rotación anual de los números para evitar que los días de la semana de la restricción fueran fijos para siempre. Así los vehículos restringidos los martes y los jueves de un año, cambiaban a miércoles y viernes para el siguiente y así sucesivamente.
Desde 2008 el "pico y placa" fue ampliado a 14 horas en el día en Bogotá, de 6:00 a. m. a 8:00 p. m., para lo cual se sugirió incluso cambiar su nombre a "día y placa". Esta medida (ampliación del horario) es transitoria mientras se lleva a cabo el plan de obras viales que se tiene previsto para Bogotá hasta el 2011 y busca evitar el colapso del tráfico.
En otras capitales departamentales de Colombia, la restricción, denominada "Pico y Placa" ha venido siendo aplicada durante los horarios de mayor afluencia de tráfico en la ciudad, teniendo en cuenta la última cifra de la matrícula del vehículo. Debido al creciente problema del mototaxismo, se han implantado las medidas también para las motos, en especial en las ciudades de la costa.
A partir de diciembre de 2012, el pico y placa en Bogotá, funciona con el último dígito de la placa y si este es par o impar. La restricción cambió desde las 6 hasta las 9 de la mañana. En la tarde, desde las 5 y terminará a las 7:30 de la noche. Para vehículos de carga no habrá cargue y descargue de mercancías de 6 a 8:30 a. m. y de 3 a 7:30 p. m. entre semana; ni los sábados entre las 11 a. m. y las 4 p. m..
Actualmente (2018), el pico y placa para la ciudad de Bogotá (en todas las ciudades funciona en horarios y zonas diferentes), es de lunes a viernes así, mañanas de 6:00 a. m. a 8:30 a. m. y tardes de 3:00 p. m. a 7:30 p. m..

### Costa Rica

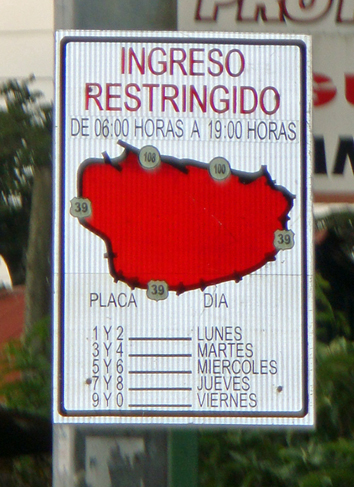
Señal de tránsito utilizada en San José, Costa Rica, para prevenir a los conductores de la restricción de acceso vigente para ingresar al área central de la ciudad.

Con el propósito de mitigar el efecto en la economía de los altos precios del petróleo, en agosto de 2005 fue implantada la restricción vehicular para acceder el área central de San José con base en el último número de las placa de registro, restringiendo dos números por día. El racionamiento vial inicialmente se aplicó solamente en las horas pico, de lunes a viernes entre las 7:00-8:30 a. m. y entre 4:00-5:30 p. m. Inicialmente la multa por infringir la restricción era de ¢5.000 (aproximadamente USD 10), y en 2010 aumentó a ¢29.340 (USD 55). Esta restricción vehicular se implantó cuando el precio del barril estaba en USD 65). En 2007 la importación de petróleo y combustibles representó en un 5,6% del PIB.
En junio de 2008 el área de restricción vehicular fue expandida hasta el anillo formado la carretera de Circunvalación (Ruta Nacional 39) de San José, con el propósito de reducir aún más el consumo de combustibles, debido a que el alza en los precios del petróleo continuó, superando los USD 130 por barril en junio de 2008. El gobierno estima que a ese precio la factura petrolera de 2008 llegará a USD 2.850 millones, lo que representría un tercio de las exportaciones del país y alrededor del 9% del PIB estimado para 2008. Debido a que las medidas implantadas para reducir el consumo apenas permitieron alcanzar un ahorro total de 5%, a partir del 10 de julio de 2008 el racionamiento del espacio vial se amplió a 13 horas para los automóviles y vehículos de carga liviana, de 6 a. m. a 7 p. m. A los vehículos de carga pesada también se les aplica la restricción de circulaciión, pero únicamente durante las horas pico.
La medida fue suspendida el 12 de junio de 2009 por mandato judicial, cuando la Sala Constitucional resolvió favorablemente un recurso de inconstitucionalidad. Tras la suspensión de la medida se produjeron fuertes congestionamientos de tránsito en todos los sectores de la capital, al haber aumentado el flujo vehicular dentro de la zona de exclusión entre un 20% a 25%. La medida fue restaurada a partir del 21 de julio de 2009 con base en las facultades otorgadas por la reforma a la Ley de Tránsito aprobada en 2008, y esta vez la medida se fundamenta en el agravamiento del congestionamiento vial y no en función de los altos precios del petróleo como la medida anterior.
Con el propósito de impulsar el uso de energías limpias en el país, desde octubre de 2012 los vehículos híbridos eléctricos y los 100% eléctricos están exentos de la restricción vehicular. En julio de 2013 había 10 modelos de carros híbridos y eléctricos disponibles en el mercado costarricense. Como resultado de los múltiples cuestionamientos legales que ha sufrido el programa de restricción, las autoridades de tránsito realizan evaluaciones periódicas para evaluar su efectividad. En octubre de 2014, la Dirección General de Ingeniería de Tránsito anunció que tras seis estudios realizados, se determinó que la restricción vehicular disminuye entre un 14% y 16%  el número de vehículos que ingresa al centro de la ciudad de San José.

### Ecuador
Debido a los problemas de tráfico en la ciudad de Quito, capital del Ecuador, por el alto número de vehículos que circulan en la ciudad; se decidió implementar una iniciativa del tipo "Pico y placa", como la que se usa en algunas ciudades colombianas como Bogotá. Con esta medida se espera reducir el número de vehículos que circulan dentro del perímetro urbano del Distrito Metropolitano de Quito y con esto disminuir los altos niveles de congestión vehicular, también se espera que con esta iniciativa se incentive el uso del transporte público.
La restricción no se aplicará al transporte escolar, público, interprovincial, ni taxis. La medida regirá de lunes a viernes y no el fin de semana.
La iniciativa no ha estado exenta de polémica y resistencia por parte de la ciudadanía, sin embargo la administración de la ciudad ha decidido continuar con la iniciativa, comenzando con campañas de información desde enero del 2010 y su implementación obligatoria en los meses de marzo y abril.

### Francia

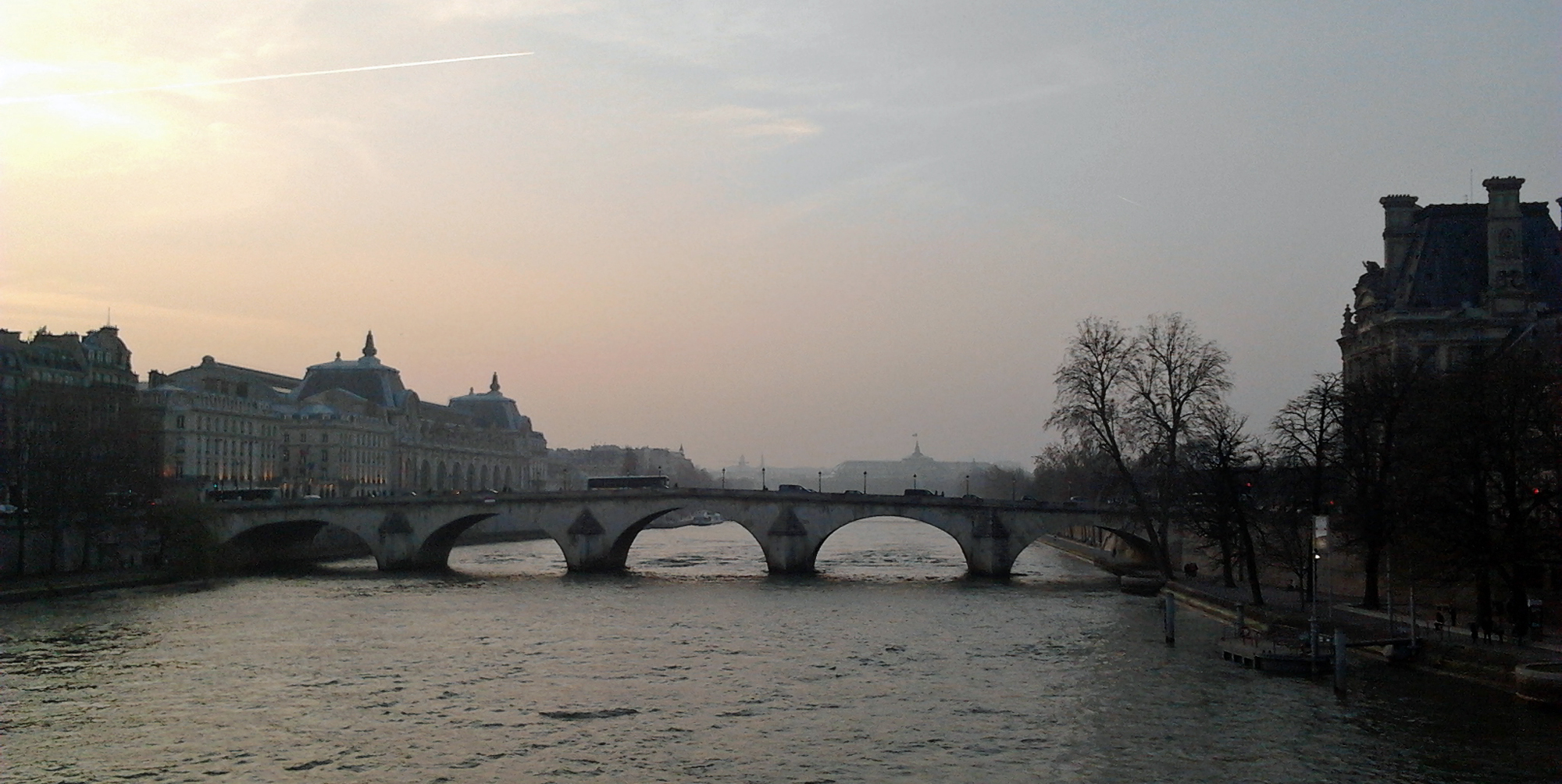
La circulación del tránsito fue restringida temporalmente en París en marzo de 2014 debido a un pico en el nivel de partículas en suspensión.

El 17 de marzo de 2014 fue decretada una restricción parcial a la circulación del tránsito con base en el número de placa en París y alrededores. La medida fue tomada por el gobierno local con el fin de mitigar un pico en la contaminación atmosférica causada por el nivel de partículas en suspensión (PM10) atribuible a las emisiones de los vehículos automotores. Solamente en una ocasión anterior había sido aplicada en París una restricción de este tipo, por un día en 1997. Los automotores con placas terminadas en números impares, incluyendo automóviles de pasajeros y vehículos comerciales con más de 3.5 toneladas, tuvieron prohibido entrar a la ciudad desde las 5:30 a. m. hasta media noche. Los vehículos eléctricos, híbridos eléctricos, los movidos a gas natural y los automóviles de uso compartido (carpool) con tres o mós pasajeros fueron exentos de la restricción. La semana anterior al decreto de la restricción vehicular, las autoridades también redujeron los límites de velocidad alrededor de la ciudad a 20 kph, el servicio de transporte público se prestó en forma gratuita, y las suscripciones de corto plazo de los programas Vélib' de bicicletas compartidas y el alquiler de la primera hora del sistema Autolib' de automóviles eléctricos compartidos, se ofrecieron gratuitamente. No fue necesario extender la restricción vehicular al día siguiente debido a que la calidad del aire mejoró.
Otro pico de contaminación del aire afectó a París y la región norte de Francia en la tercera semana de marzo de 2015. El índice de contaminación del aire en París alcanzó 93 microgramos por metro cúbico (mcg/m3) el viernes 20 de febrero de 2015, asociado a un fenómeno de inversión térmica que provocó un aumento considerable en la concentración de partículas en suspensión (PM10). El límite aceptable para PM10 es de 50 mcg/m3, y el límite de seguridad o umbral de alerta es de 80 mcg/m3. A solicitud de la alcalde de París, Anne Hidalgo, el gobierno nacional ordenó una restricción de circulación en París y 22 ciudades de la región administrativa de Île-de-France para el lunes 23 de marzo. Todos los vehículos automotores con placas terminadas en números impares, incluyendo automóviles de pasajeros y vehículos comerciales con más de 3.5 toneladas tuvieron prohibido entrar a la capital y las otras ciudades del área metropolitana dentro del área restringida. De manera similar al episodio de 2014, durante la restricción se permitió el libre tránsito de taxis, ambulancias, vehículos con tres pasajeros o más, carros eléctricos, y otros vehículos amigables con el ambiente. De manera complementaria, temporalmente fueron reducidos los límites de velocidad en la ciudad, se ofreció transporte público gratuito, estacionamiento residencial gratis, y uso libre por una hora para los usuarios de los sistemas de carro y bicicleta compartida de París.

### Grecia
Desde 1982 el tránsito de automóviles fue restringido en el área central de Atenas, denominada "Dactylios" en griego, la cual coincide con el anillo interior de circunvalación del área metropolitana. El objetivo principal de la medida fue disminuir los altos niveles de contaminación del aire, producidos por la extrema congestión de tránsito existente en aquella época y por las condiciones meteorológicas del valle donde se ubica la ciudad. El sistema restringe la circulación de lunes a viernes en forma alternada para los vehículos con matrícula terminada en números par e impar. Actualmente están exentos del racionamiento los autobuses, taxis, motocicletas, bicicletas, los vehículos de alquiler y los visitantes con matrícula extranjera.

### Honduras
A partir del 7 de abril de 2008 se implantó en todo el país el programa "Hoy no Circula" con el propósito de reducir el consumo de petróleo. A diferencia de otros países, la selección del día de restricción era opcional y a criterio de cada usuario seleccionar el día de la semana que no iba a circular y luego inscribirse en el programa informando su elección. Los vehículos debían usar una calcomanía identificando el día en que no podían circular. El horario sugerido era de 6:00 a. m. a 8:00 p. m., La multa por incumplimiento del racionamiento fue de USD 35.00 y la multa por reincidencia fue de USD 53.00. La medida causó gran descontento popular y el programa fue suspendido dos días después mediante fallo de la Corte Suprema de Justicia atendiendo varios recursos de inconstitucionalidad presentados.

### India
La Suprema Corte de Delhi pidió al gobierno tomar acción para disminuir la contaminación atmosférica el 30 de noviembre de 2015. Según la Organización Mundial de la Salud, Nueva Delhi tuvo en 2014 la mayor contaminación atmosférica de entre cerca de 1600 ciudades monitoradas alrededor del mundo. La Junta Central de Control de Contaminación de India reportó que la contaminación del aire en la ciudad estuvo en la categoría severa durante tres quartos de los días del mes de noviembre de 2015.

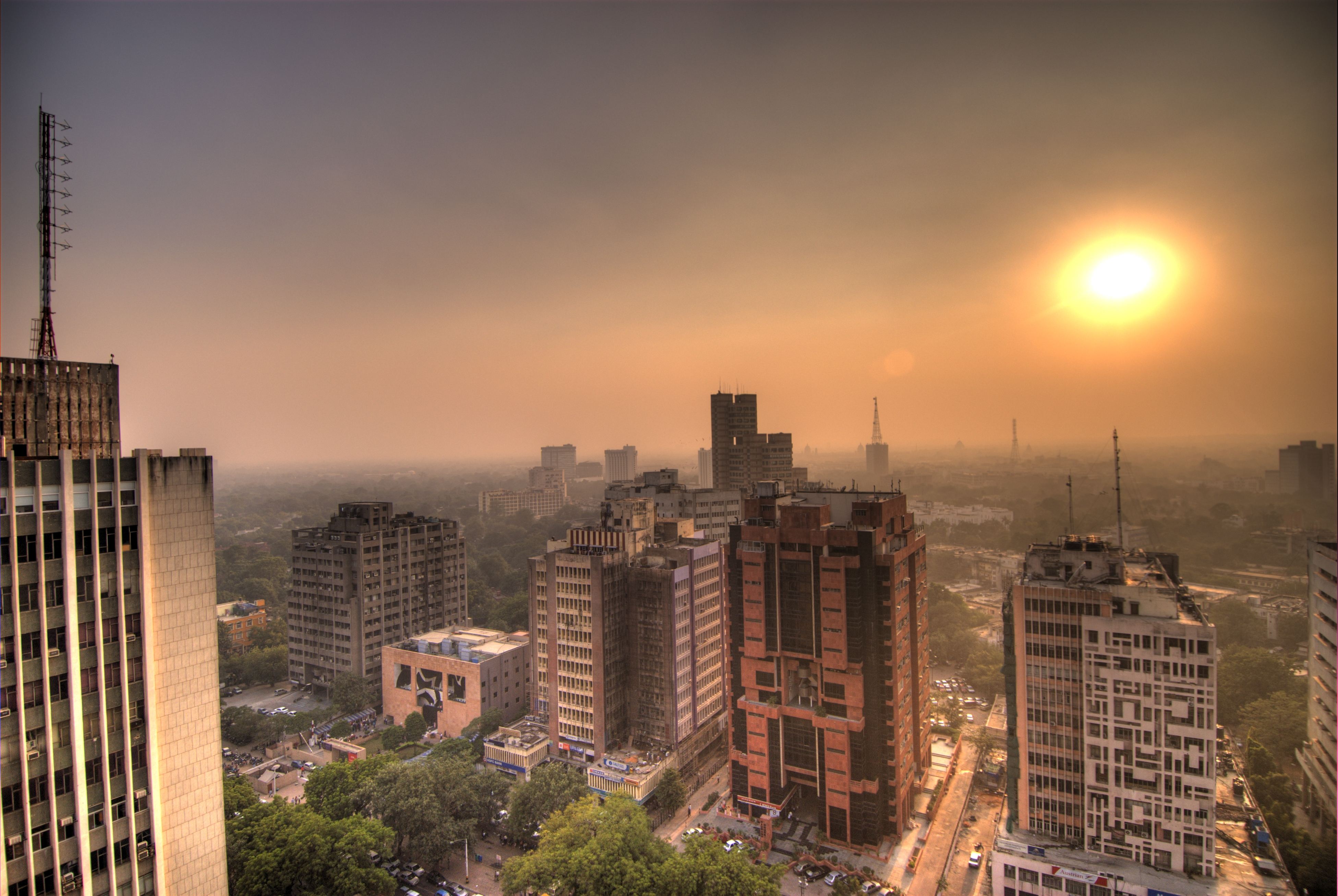
Esmog denso en el distrito financiero Connaught Place, Nueva Delhi.

Con el propósito de contener la contaminación del aire en Nueva Delhi, que empeora durante el invierno, el gobierno de Delhi decidió implantar un programa temporal de restricción vehicular alternando la circulación con base en el número final de las placas de los vehículos, usando el sistema de números par e impar. Además, los camiones de carga tendrán el acceso a la ciudad restringido, pudiendo entrar solamente después de las 11 p. m., dos horas después de la restricción ya en vigencia. El programa de restricción vehicular entró en vigor a partir del 1 de enero de 2016 como una prueba, y está en vigencia hasta el 15 de enero. El gobierno planea incrementar los servicios de transporte público durante el período que dure la restricción.
El gobierno fijó un total de 27 excepciones a la restricción, entre las que estacan la libre circulación de todas las motocicletas, benificiando a más de 5 millones de motociclistas; todos las automóviles conducidos por mujeres viajando solas, con el fin de asegurar su seguridad; y varias categorías de vehículos oficiales, incluyendo las de los funcionarios de alto rango. La excepción más controversial fue la que permite la libre circulación de carros manejados por mujeres. Un reclamo legal fue presentado, y una corte deberá decidir si es discriminatorio permitir a las mujeres conducir mientras que los hombres son forzados a dejar sus vehículos en casa.

### Italia
Muchas ciudades italianas, incluyendo Florencia, Bolonia, Pisa, Perugia y varios sectores en Roma han restringido de forma permanente el acceso a sus centros antiguos, con el propósito de preservar su patrimonio histórico. El área restringida es llamada Zona de Tráfico Limitado (ZTL), donde solo pueden entrar los vehículos con permisos especiales, generalmente otorgados a los residentes, personas que trabajan en el área restringida y huéspedes de hoteles. En la muchos casos se cuenta con sistemas de vigilancia automática para control el acceso y multar a los transgresores. En general, la restricción aplica solo de lunes a viernes en el horario comercial.
En diciembre de 2015 varias ciudades italianas implantaron esquemas de restricción temporal de circulación debido a altos niveles de contaminación atmosférica. Las medidas de restricción fueron implantadas en Roma, Milán y otras ciudades de la región de Lombardía, incluyendo Pavía, Buccinasco, Cesano Boscone, Cernusco sul Naviglio, Bresso, Cinisello Balsamo, Cormano, Corsico, Cusano Milanino, Paderno Dugnano y Sesto San Giovanni.

### México
En noviembre de 1989 se inició el programa denominado Hoy no circula, con el objetivo principal de combatir los problemas de contaminación del aire de la Ciudad de México. El programa se volvió oficialmente obligatorio a para los autos a partir de marzo de 1990, y desde enero de 1991 para todos los vehículos del transporte público. Se estima que entre 1989 y 2007 las emisiones se redujeron de 4,3 a 2,7 toneladas de partículas. El programa se ha extendido a Pachuca, Puebla y Toluca. En 2008 el programa se amplió en la Ciudad de México para restringir la circulación un sábado al mes.

### Reino Unido
Los organizadores de los Juegos Olímpicos de Londres de 2012, con el apoyo de la Alcaldía de Londres, anunciaron en 2007 que planean crear zonas de exclusión para automóviles alrededor de los lugares donde se realizarán los eventos deportivos durante las Olimpiadas y en la futura Villa Olímpica. La prohibición total de automóviles abarcaría no solo Londres sino que también Birmingham, Mánchester, Newcastle, Glasgow y Cardiff, que son las otras posibles sedes de los juegos. La única excepción será para los autos de personas con discapacidad. Las autoridades londidenses esperan que esta medida sirva como experimento para cambiar los hábitos de los usuarios y se acostumbren a viajar por transporte público en lugar de usar sus autos, proceso que se inició en 2003 con la implantación del peaje urbano de Londres. La medida ha sido publicitada como "la Olimpiada sin carro" (Inglés: "Car-free Olympics"). El acceso y traslado para los atletas, autoridades olímpicas y la prensa será realizado en carriles exclusivos que serán dedicados para tal fin y que han sido llamados de "Carriles Zil", en referencia a los carriles exclusivos que usaban en Moscú las altas autoridades soviéticas. Se prevé que las personas que asistan a los eventos deberán trasladarse por transporte público, principalmente metro, en bicicleta o a pie.

### Venezuela
Entre 1979 y 1990 se implementó un plan de restricción de circulación vehicular de un día a la semana en la ciudad de Caracas que se denominó Día de Parada. Se hizo con el fin de mitigar los constantes atascos de tráfico en la ciudad. El entonces Ministerio de Transporte y Comunicaciones (hoy Ministerio del Poder Popular para la Infraestructura) asignaba un número según el cual tenían prohibición de circulación un día a la semana, a saber:
- Lunes: P-1 y P-6
- Martes: P-2 y P-7
- Miércoles: P-3 y P-8
- Jueves: P-4 y P-9
- Viernes: P-5 y P-0